# نادي سندرلاند
نادي رابطة سندرلاند لكرة القدم (بالإنجليزية: Sunderland Association Football Club) هو نادي كرة قدم من مدينة سندرلاند بشمال شرق إنجلترا تأسس عام 1879 تحت مسمى"Sunderland and District Teachers". يلقب النادي بـ «القطط السوداء» (Black Cats). انتقل الفريق إلى «ملعب الضوء» (Stadium of Light) عام 1997 الذي يسع لـ 49000 متفرجاً. يعد نادي نيوكاسل يونايتد الخصم التقليدي المحلي للنادي.
في موسم 2005 - 2006 من الدوري الإنجليزي الممتاز، حقق الفريق المركز العشرين، لذا فقد أقصي للدرجة الأولى. تأسس الفريق عام 1879، واشترك لأول مرة في الدوري الإنجليزي عام 1891. استطاع الفريق الفوز ببطولة الدوري الإنجليزي ستة مرات، آخرها عام 1936. هذا بالإضافة إلى بطولتين كأس إنجلترا.

## تشكيلة الفريق
[بحاجة لتحديث]

### التشكيلة الحالية
آخر تحديث في 21 سبتمبر 2016.

ملاحظة: تشير الأعلام إلى المنتخب الوطني على النحو المحدد في قواعد الأهلية للفيفا. قد يحمل اللاعبون أكثر من جنسية واحدة غير تابعة للفيفا.
| الرقم | البلد    | المركز | اللاعب                                    |
| ----- | -------- | ------ | ----------------------------------------- |
| 1     | إيطاليا  | حارس   | فيتو مانوني                               |
| 2     | إنجلترا  | مدافع  | بيلي جونز                                 |
| 3     | هولندا   | مدافع  | باتريك فان آنهولت                         |
| 4     | بلجيكا   | مدافع  | جيسون ديناير (إعارة من نادي مانشستر سيتي) |
| 5     | السنغال  | مدافع  | بابيس ميسون دجيلوبودجي                    |
| 6     | إنجلترا  | وسط    | لي كاترمول (نائب القائد)                  |
| 7     | السويد   | وسط    | سيباستيان لارشون                          |
| 8     | إنجلترا  | وسط    | جاك رودويل                                |
| 9     | إيطاليا  | مهاجم  | فابيو بوريني                              |
| 10    | تونس     | وسط    | وهبي خزري                                 |
| 12    | البرتغال | حارس   | مايكل سيمويس دومينجيز                     |
| 13    | إنجلترا  | حارس   | جوردان بيكفورد                            |
| 14    | إنجلترا  | وسط    | دنكان واتمور                              |

| الرقم | البلد            | المركز | اللاعب                                        |
| ----- | ---------------- | ------ | --------------------------------------------- |
| 16    | جمهورية أيرلندا  | مدافع  | جون أوشي                                      |
| 17    | الغابون          | وسط    | ديديه إبراهيم إندونغ                          |
| 18    | إنجلترا          | مهاجم  | ديفو                                          |
| 19    | أيرلندا الشمالية | مدافع  | بادي ماكنير                                   |
| 20    | جنوب إفريقيا     | وسط    | ستيفن بينار                                   |
| 21    | إسبانيا          | مدافع  | خافيير مانكوييو (إعارة من نادي أتلتيكو مدريد) |
| 22    | إسكتلندا         | مدافع  | دونالد لوف                                    |
| 23    | ساحل العاج       | مدافع  | لامين كوني                                    |
| 27    | ألمانيا          | مدافع  | يان كيرشوف                                    |
| 28    | نيجيريا          | مهاجم  | فيكتور أنيتشيبي                               |
| 29    | السويد           | مهاجم  | يويل أسورو                                    |
| 44    | بلجيكا           | وسط    | عدنان يانوزاي (إعارة من نادي مانشستر يونايتد) |
| 46    | الولايات المتحدة | وسط    | ليندن غوتش                                    |

### المعارون
ملاحظة: تشير الأعلام إلى المنتخب الوطني على النحو المحدد في قواعد الأهلية للفيفا. قد يحمل اللاعبون أكثر من جنسية واحدة غير تابعة للفيفا.
| الرقم | البلد      | المركز | اللاعب                                  |
| ----- | ---------- | ------ | --------------------------------------- |
|       | الأوروغواي | مدافع  | سباستيان كواتيس (إلى نادي بريستول سيتي) |
|       | ويلز       | مدافع  | آدم ماثيوس (إلى نادي سبورتينغ لشبونة)   |

| الرقم | البلد   | المركز | اللاعب                              |
| ----- | ------- | ------ | ----------------------------------- |
|       | هولندا  | وسط    | جيريماين لنز (إلى نادي فنربخشة)     |
|       | إنجلترا | وسط    | ويل باكلي (إلى نادي شيفيلد وينزداي) |

## إنجازات الفريق
- الدوري الإنجليزي: 1892، 1893، 1895، 1902، 1913، 1936
- الدوري الإنجليزي الدرجة الثانية: 1976، 1996، 1999، 2005، 2007
- الدوري الإنجليزي الدرجة الثالثة: 1988
- كأس إنجلترا: 1937، 1973
- كأس دوري كرة القدم الإنجليزية:2021

## وصلات خارجية
- نادي سندرلاند على موقع ميوزك برينز (الإنجليزية)
- الموقع الرسمي